# تلم بين الشفرين
التَلم بين الشَفرين (بالإنجليزية: Interlabial sulci)‏، وهوَ الشَق بينَ الشفران الكبيران وَالشفران الصغيران، وَهوَ موجود على الجانِبين (أيمن وَأيسر).

## المَراجع
1. ↑  Martin M. Black؛ Christina Ambros-Rudolph؛ Libby Edwards (29 أغسطس 2008). Obstetric and Gynecologic Dermatology. Elsevier Health Sciences UK. ص. 126. ISBN:978-0-7234-3640-9. مؤرشف من الأصل في 2016-05-02. {{استشهاد بكتاب}}: الوسيط author-name-list parameters تكرر أكثر من مرة (مساعدة)